# Bulbothrix decurtata
Bulbothrix decurtata är en lavart som först beskrevs av Kurok., och fick sitt nu gällande namn av Hale. Bulbothrix decurtata ingår i släktet Bulbothrix och familjen Parmeliaceae.   Inga underarter finns listade i Catalogue of Life.